# 2664 Everhart
2664 Everhart è un asteroide della fascia principale del diametro medio di circa 10,9 km. Scoperto nel 1934, presenta un'orbita caratterizzata da un semiasse maggiore pari a 2,3816847 UA e da un'eccentricità di 0,1821074, inclinata di 3,25864° rispetto all'eclittica. L'asteroide è dedicato all'astronomo Edgar Everhart.